# イギリス鉄道警察

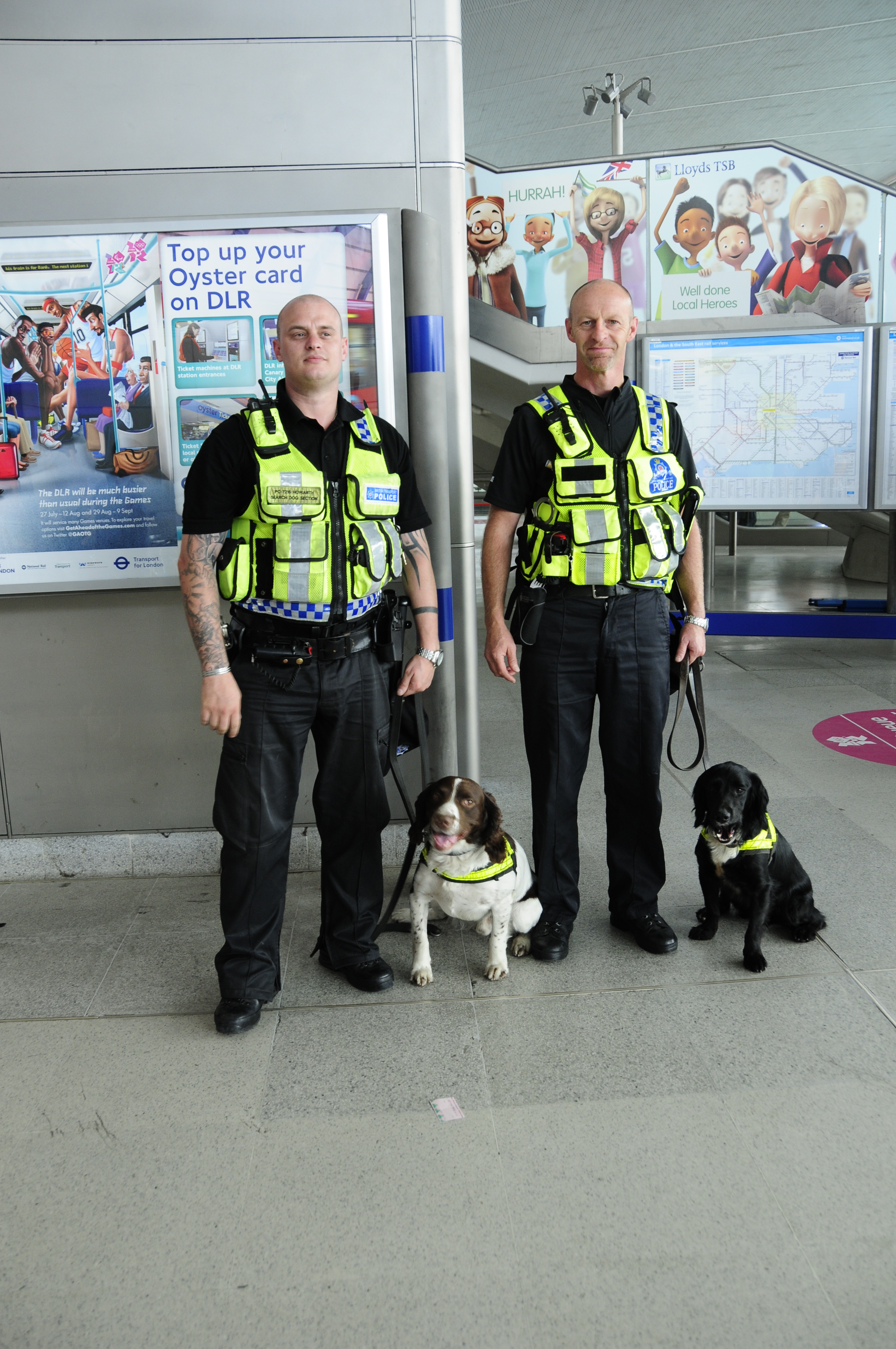
警察犬を連れた鉄道警察官

イギリス運輸警察（イギリスうんゆけいさつ、英語: British Transport Police, BTP）は、イギリスの警察機関の一つ。イギリスの鉄道網の安全を守るための特別警察機関であり、グレートブリテン島全域の鉄道網を警備している。北アイルランドの鉄道網のみ北アイルランド警察庁（PSNI）が管轄する。

## 概要
1949年に創設（前身であるLNER・LMS・GWR・SRの私有鉄道警察を統合）当初はイギリス運輸委員会警察（BTCP）という名称であったが、イギリス運輸委員会が財政難で崩壊後に現在のイギリス運輸警察へと変更された。警察官の数は約2800名、各種スペシャリストなどの職員数は約1400名で、駅や列車、鉄道関連施設などで起きる犯罪の防止、犯罪捜査や犯人逮捕などの治安維持活動を行い、鉄道が安全かつ円滑に機能するように務めている。また、ロンドン地下鉄やライト・レール、ユーロスターなども鉄道警察の管轄になっている。
最終権限はイギリス運輸省、スコットランド議会、ウェールズ議会にあり、これに鉄道事業者団体を加えたイギリス鉄道警察当局（BTPA）が組織されている。
鉄道警察官の勤務服は白のワイシャツあるいは黒（濃いブルー）のTシャツにジャケット、スラックスが一般的で、その上に黄色のベストを着用する。男性警察官はピークド・キャップを被っているが、クレスト型のヘルメットも使用されている。また鉄道警察でも通常銃を携行していない。

## 管轄路線
スコットランド、ノースウェスタンなど国内7つの管区に分けて管轄している。ネットワーク・レールが保有する鉄道網のほか、以下の路線の警備を担当している。
- ロンドン地下鉄
- ユーロスター
- ドックランズ・ライト・レイルウェイ
- エミレーツ・エア・ライン
- タイン・アンド・ウィア・メトロ サンダーランド線 Fellgate - South Hylton間
- ウェスト・ミッドランズ・メトロ
- トラムリンク
- グラスゴー地下鉄

ニューカッスル都市鉄道の残りの区間やマンチェスター・メトロリンク、その他の保存鉄道など、上記以外の路線は担当していない。
管轄路線には駅数は3,000以上、総延長は約10,000マイルに及ぶ。また、利用客数は幹線だけでも年間10億人を超える。